# Браун, Синди (хоккеистка на траве)
Синди Джослин Браун (англ. Cindy Joslyn Brown, род. 31 мая 1985 года в Порт-Элизабет, ЮАР) — южноафриканская хоккеистка (хоккей на траве), полевой игрок.

## Биография
Синди Браун родилась 31 мая 1985 года в южноафриканском городе Порт-Элизабет.
Играла в хоккей на траве за Стелленбосский университет.
В 2004 году завоевала золотую медаль чемпионата Африки среди юниорок, проходившего в Претории.
В 2006 году в составе сборной ЮАР участвовала в чемпионате мира, который проходил в Мадриде, где южноафриканки заняли последнее, 12-е место.
В 2008 году вошла в состав сборной ЮАР по хоккею на траве на летних Олимпийских играх в Пекине, занявшей 11-е место. Играла в поле, провела 6 матчей, забила 1 мяч в ворота сборной Новой Зеландии.
По окончании игровой карьеры стала работать тренером. Тренировала хоккейную команду девочек школы Хершел в Клэрмонте, команду девочек «Маринер» из Кейптауна. Работает в детской хоккейной академии «Уондерерс» в Йоханнесбурге.